# Uleiota debilis
Uleiota debilis är en skalbaggsart som först beskrevs av Leconte 1854.  Uleiota debilis ingår i släktet Uleiota och familjen smalplattbaggar. Inga underarter finns listade i Catalogue of Life.